# 徵兵制

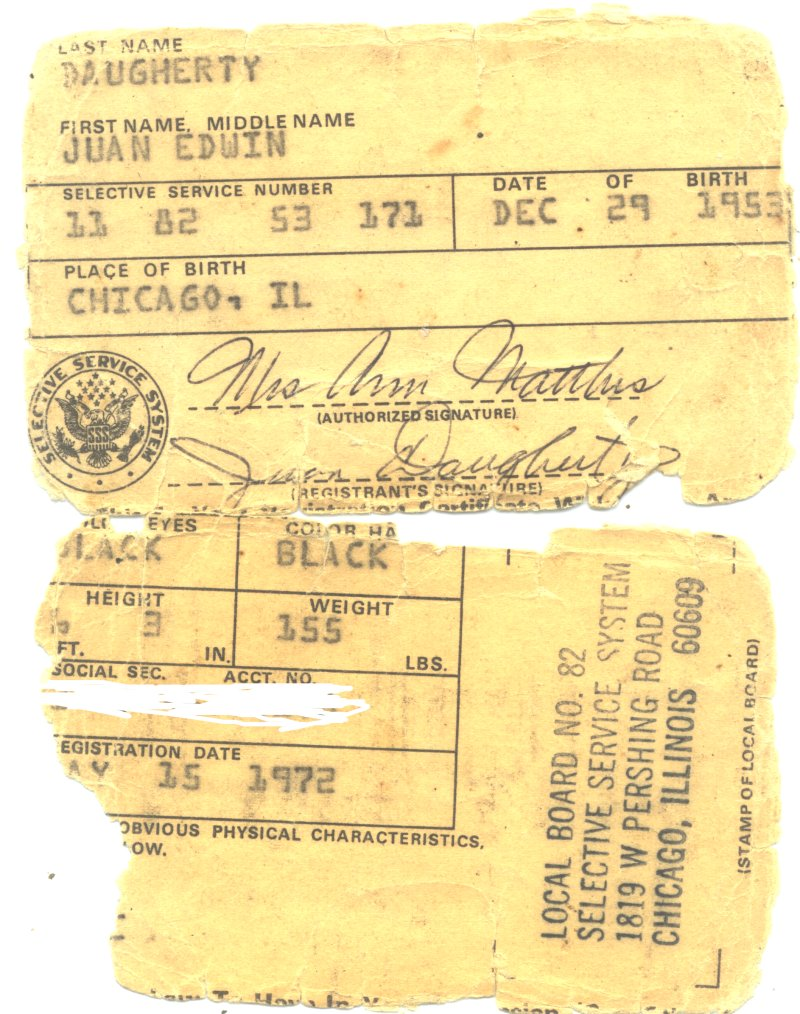
越戰美國徵兵單

徵兵制（英語：Conscription），是一種國家徵募軍人的制度，亦稱為義務役、常備役、充員兵役等，俗稱不願役，通常通過法律制度，對符合徵集條件的國民，強制在軍隊服役一段指定的時期，其與自願參軍的募兵制相對，然而徵兵制僅為強制參加特定國民服務的統稱，部分國家會按照人力需求、被徵召人員的體格及身心狀況，甚或考慮其意願，將人員分配到軍隊或非軍事的政府部門中服役。

## 簡介
古代，以農業為主的國家、地區或族群，從軍常為強迫性或半強迫性的。公民有其從事軍職的必要與義務者，其制度為徵兵制。
近現代徵兵制的合法性與理論規模起始於法國大革命後的民族國家理念。該理念認為除了進行傳統戰爭的必要性外，國家應該是民族國家（Nation's或National State），如此一來，只有徵兵制才能達成公民軍隊（Citizen Army）、或民族軍隊（National Army）的擁護，避免軍人成爲一個剥削階級。
由於義務役成員是強制性、非自願及非終生性，因此實施徵兵制的國家通常會同時實施募兵制，容許自願選擇以軍人為長期職業的人士，在義務役期完畢後，繼續在軍隊服役。一般士兵由徵兵而來，士官幹部、軍官幹部則主要採志願方式招募，除非志願方式招募不足者，如中華民國過去曾經每年舉辦預官預士考試，招考大學、專科以上學歷的義務役青年，使之在服役期間晉升為下士士官或者少尉軍官。
中華民國和大韓民國均使用義務役制度，但也经常發生藝人明星和体育选手逃避兵役的問題。雖然兩國法律明文規定男性有服兵役的義務，但仍有一定的轉圜空間；有部分的棒球球員與藝人在國際上有知名度，但因為兵役問題可能導致事業中斷，兵役資會採取彈性的方式使被徵召入伍的藝人與棒球球員服為期十二天或更多的替代役，或準許暫時离隊。此外，中華民國和大韓民國的資訊產業發達，為求有效利用資訊產業人才，兵役機關會彈性實施「研發替代役」制度。

## 歷史沿革
當今世上仍實施徵兵制的國家，例如歐洲的瑞士、瑞典（2010年一度停止，2018年恢復）、奧地利、芬蘭、俄羅斯、白俄羅斯、烏克蘭、愛沙尼亞、希臘、摩爾多瓦；例如西亞的土耳其、喬治亞、亞美尼亞、亞塞拜然、伊朗、哈薩克、烏茲別克、吉爾吉斯、塔吉克、以色列，例如東亞的蒙古、朝鮮民主主義人民共和國、中华民国、大韓民國、越南、老挝、泰國、新加坡，又如非洲大國阿爾及利亞以及南美大國巴西等等。
世界其他主要國家大多已實行募兵制，例如以下各國分別在這些年度停止徵兵以及所有替代役：加拿大（1918年）、英國（1960年）、比利時（1994年）、荷蘭（1997年）、法國與西班牙（2001年）、義大利與捷克（2005年）、德國（2011年）。丹麥較特別，法律上雖規定徵兵，但又嚴格限縮政府徵兵權限，導致「事實上廢除義務役」。由於徵兵制不符合現代戰爭需要專業軍事人才的要求，徵兵制改為募兵制的國家亦有增加趨勢，冰島、巴拿馬和哥斯大黎加甚至只設置警察，不設置軍隊武力。
美國雖原則上仍保留徵兵制（在二戰前由國會通過徵兵法案），但自1970年代越戰結束後，就不再實施過。
中华人民共和国原則上義務兵與志願兵共存，但因部隊需求有限，且募兵人數總是超過需要，故未實行徵兵。

## 徵招對象
過往大多數採用徵兵制的國家只徵召青壯年男性，以色列、古巴和朝鮮民主主義人民共和國等少數國家成為同時徵召女性入伍的特例，不過在2010年代因落實男女平等的國家越來越多，已實施或恢復徵兵制的國家不再局限於徵召男性，而是規定女性也需要服役，包括挪威、瑞典、丹麥等歐洲國家都修改兵役法規，只要符合年齡及健康狀況，不分性別都要向當局報到服役，此舉對於達成全面防衛也極為重要。
現代戰争中女性體質差距影嚮很小，也可加入非戰鬥工作。這些國家會讓女性納入徵兵對象有各種因素所致，如國家受到鄰國軍事威脅需確保軍隊人力可及時補足，又或者是軍隊人力過度短缺，亦有男女平權主義興起女性志願從軍者增多而改制，也有國家則是因先軍主義制度而要求全民皆兵等。在許多志願役與義務役併用制國家也常會有女性軍人，多數國家募兵制都是沒有性別限定的。
徵召未成年童兵在絕大多數國家是違法的，但由於各國對成年定義未完全相同，並非各國都要年滿18歲才可服役，例如新加坡、瑞士與法國的兵役規定都是以17歲為下限標準。

## 部份國家或地區兵役制度

### 實施徵兵制
- 新加坡
- 大韓民國
- 丹麦（2026年起延長至11個月及不分性別）[1]
- 越南
- 泰國（以抽籤方式施行）
- 伊朗
- 土耳其
- 希腊
- 瑞士
- 奥地利
- 芬兰
- 俄羅斯
- 巴西
- 墨西哥
- 埃及
- 阿尔及利亚
- 利比亞
- 突尼西亞
- 中華民國（4個月徵兵制，2024年後恢復為1年制）[5]
- 以色列 （不分性别，阿拉伯裔以色列人例外：大多數阿裔公民都不會列為徵召對象，以避免以國與其他阿拉伯國家開戰時可能爆發的利益衝突。其他不需當兵的還包括殘障人士、已婚婦女及哈雷迪猶太人(極端正統猶太教徒)）
- 古巴（不分性别）
- 挪威（不分性别）
- 朝鮮民主主義人民共和國（不分性别）
- 瑞典（不分性别，由於瑞典募兵數不足，且常受外來軍事威脅，因此於2018年1月恢復徵兵制，每年征召同年齡組約4%）[6]

無軍隊國家
無徵兵制
現為徵兵制，計劃短期內改為募兵制
徵兵制，但義務役人數少於總人口20％，或少於男性人口40％
實行徵兵制
無資料

### 法律上規定徵兵制，但現時並未實施
- 中华人民共和国（施行义务兵与志愿兵相结合的政策，但因在中国内地每年报名参军數远超軍隊所需，故目前未實行徵兵制，但保留战时征兵可能）。
- 美国（原則上保留徵兵制，但自1973年後至今無實施）

### 曾實施徵兵制，現已廢止
括號內若為年分日期者，指正式廢止日期
- 加拿大
- 法國
- 英国（1960年）
- 英屬香港（1961年6月，詳見香港兵役制度）[7][8]
- 印度尼西亞
- 爱尔兰
- 德国（2011年7月）
- 西班牙（2001年12月）
- 北馬其頓（2006年）
- 波蘭（2009年）
- 葡萄牙
- 比利时（1994年）
- 荷蘭（1997年）
- 義大利（2005年）
- 斯洛伐克 （2006年1月）
- 斯洛維尼亞（2003年）
- 匈牙利（2004年）
- 羅馬尼亞（2007年）
- 保加利亚（2008年1月）
- 阿尔巴尼亚（2010年）
- 沙烏地阿拉伯
- 巴基斯坦
- 孟加拉
- 马来西亚（男女均須服役）（以抽籤方式施行，但已於2015年初因財政困難停辦）
- 日本（1873年實施，第二次世界大戰後日本國憲法禁止義務徵兵，1945年12月31日廢止，1950年6月25日改為募兵制，在近期的安保法案修改鬥爭中許多國民強烈反對重新徵兵。）
- 阿根廷
- 摩洛哥
- 南非（2002年）

### 從未實施徵兵制
- 新西兰
- 冰島
- 印度

## 各地情況

### 美國

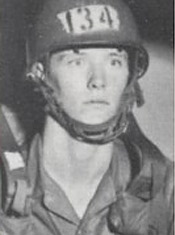
攝於1972年，杰弗里·梅林格（PV2 Jeffrey Mellinger）二等兵於1972年12月入伍，為美軍最後一名由徵兵制入伍的士兵

從南北戰爭開始，美國就實行征兵制（義務兵制），在聯邦軍（北軍）中服役的志願兵（募兵制）和義務兵（征兵制）總數達210萬人，其中義務兵占2%。第一次世界大戰期間，美軍於1917年9月到1918年11月共征召了300萬男子入伍，通過募兵制注冊人數達2,400萬。到了第二次世界大戰期間，美軍於1940年11月到1946年10月共征召了1,000萬男子入伍，18至45歲男子通過募兵制注冊人數達5,000萬，其中3,600萬人被歸入密級檔案。其後在朝鮮戰爭期間，美軍於1950年6月到1953年6月共征召了150萬名男子，志願入伍者有130萬人。
1969年，理查德·尼克松上台以後，便馬上采取措施著手取消義務兵役。1972年美軍實行最後一次義務征兵命令，於1973年名義上廢除征兵制。越戰期間，志願兵比列已經比義務兵高，1964年8月到1975年5月在南越服役中的250萬名美國男子，義務兵僅占25.94%，人數為64.85萬人，1965年1月到1973年5月義務兵比列也僅占38%，三分之二的在越戰的服役軍人都是志願兵。戰後，美軍陣亡人數中的志願兵都遠高於義務兵；美軍死亡人數中，40,484名為志願兵，占69.54%，17,725名為義務兵，僅占30.45%。
1972年2月2日，美國兵役登記局舉行最後一次徵兵抽籤，徵兵對象為1953年出生的所有男性。1973年1月，美國國防部長梅爾文·萊爾德宣布不再發出徵兵令，但是，目前年滿十八歲的美國男性仍然要依法進行兵役登記。
2019年2月，美国德克萨斯南区联邦地区法院一位法官判決徵兵不適用於女性是違憲。

### 英國
英國在1914年一次大戰爆發參戰，最初沒有實施徵兵制，可是歐陸戰場於1915年進入僵持階段並演變為壕溝戰，持續消耗英軍大量人力物力，自願服役無法滿足人力需求，英國政府在1916年1月實施徵兵制，強制英國適齡男性公民參軍，1918年11月11日德國簽署《康邊停戰協定》，第一次世界大戰結束後才撤銷。1939年7月，因為納粹德國持續軍事擴張，德奧合併及吞併捷克斯洛伐克，又與意大利王國締結《鋼鐵條約》，面對歐戰隨時爆發，英國於1939年5月已開始局部推行徵兵制，在歐戰爆發後全面徵兵。1945年8月二戰結束後，英國在1947至1961年間實施國民服役（National Service），年屆18至24歲的英國男性公民需要服兵役不少於18個月，後來延長至24個月，期間合共徵召達2百萬人，至1960年12月停止徵召義務役人員入伍，全面推行募兵制。
英國首相辛偉誠在2024年5月26日表示，保守黨如勝出大選，將會恢復已停止60年多年的國民服役制度，年滿18歲男女公民需要在軍隊或公共服務機構服務1年。

#### 英屬香港（1841-1997）

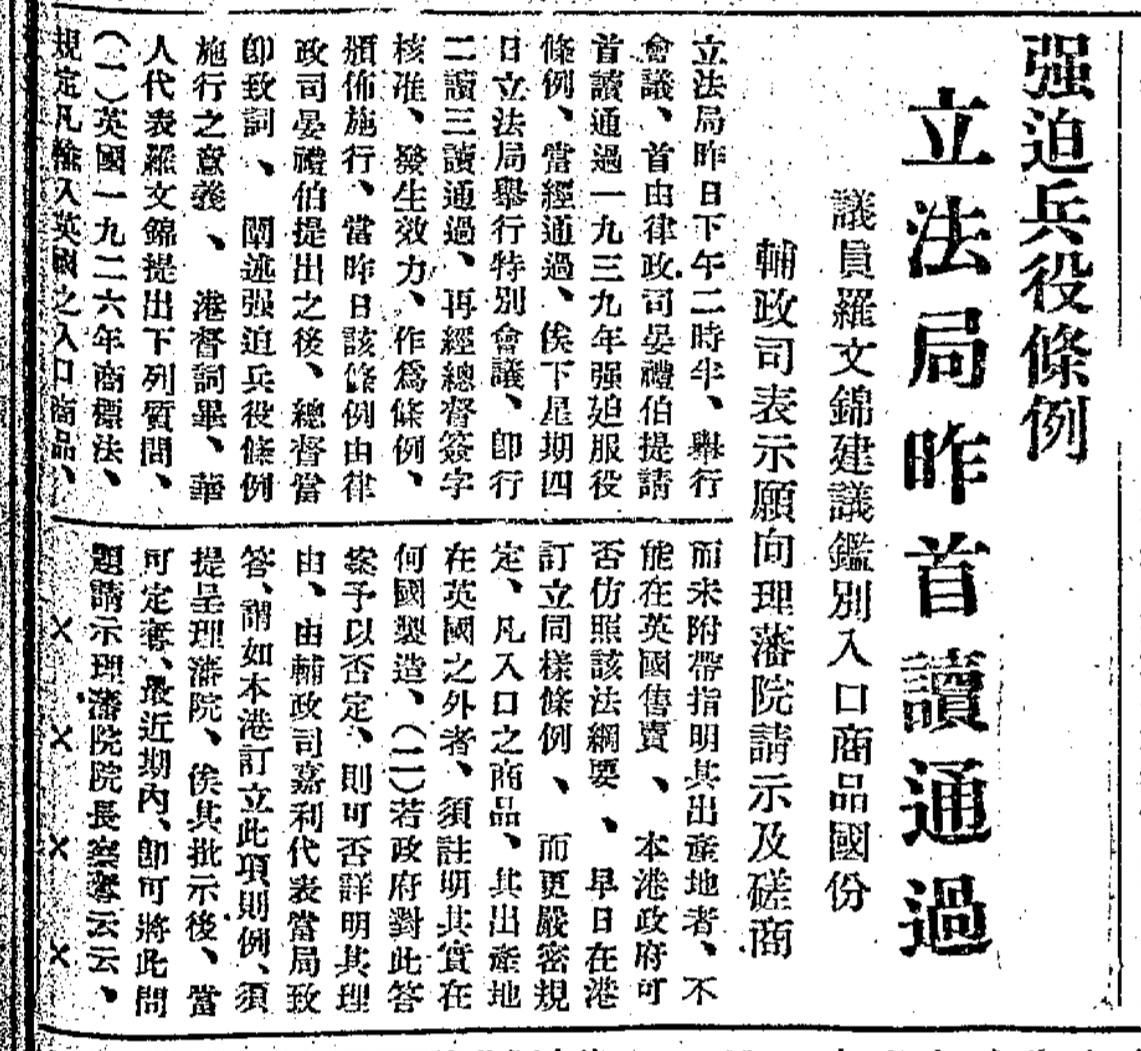
1939年7月21日《工商晚報》報導立法局昨日首讀在香港徵兵的《1939年兵役條例》

香港在1841至1997年間的英屬香港時期曾經三度實施徵兵制。香港政府在第一次世界大戰爆發後，因爲作爲正規軍的駐港英軍被大量抽調到歐陸地區參戰，香港防守空虛，需要依靠屬於香港本地後備軍的香港義勇軍維持基本防務；可是一戰自1915年起陷入僵持而且傷亡數十萬人，離開香港的英軍部隊回防香港無期，港府於1917年頒布《兵役條例》，所有年齡介乎18至55歲的英籍男性居民必須服兵役，每人每月最少服役8日，年屆45至50歲的服役日數減半，50歲以上則參加基本訓練。一戰於1918年結束，1920年參軍恢復自願性。
1939年7月，因爲歐洲此時已戰雲密布，歐戰即將爆發，港府再次實施徵兵制，年屆18至55歲的英籍男性居民需要參軍，年屆18至41歲且體格良好的人士會被編入香港義勇防衛軍（Hong Kong Volunteer Defence Corps）或香港皇家海軍志願後備隊（Hong Kong Royal Naval Volunteer Reserve），由於戰火蔓延到香港，這次徵兵有不少人員於1941年12月爆發的香港保衛戰陣亡。
1945年香港重光後，由於世界不久便進入冷戰時期，亞洲多處亦再次陷入戰火，港府在1949年將戰前的香港義勇防衛軍重組爲香港防衛軍，再次招募預備役軍人，其後於1951年9月7日頒布香港法例第246章《強制服役條例》（Cap. 246 Compulsory Service Ordinance），年屆16至60歲的英國及英聯邦在香港居民均在徵召範圍，皇家香港防衛軍的徵召令，英籍居民需要服役至45歲，但這次接到徵集通知書的市民不一定是參軍，也可被分配到輔助警察隊、後備消防隊、民安隊、醫療輔助隊服役。1917及1939年的的徵兵令主要對英籍歐裔居民執行，未有對華裔居民實施，1951年9月的強制服役令則有對英籍華人，包括在香港出生並年齡符合者，市民如被發出徵集通知書需依時報到及體檢。
英國本土在1960年撤銷國民服役，香港的《強制服役條例》也於1961年6月廢止，在1995年解散的皇家香港軍團於1993年舉行最後一期招募。此外，由於在二次大戰中有被徵召入伍的香港義勇防衛軍及香港皇家海軍志願後備隊的成員陣亡或殘障，港府於戰後訂立《陸軍義勇軍及海軍義勇軍恩恤金條例》，為被徵召參戰而死亡或殘障的兵員或其配偶提供終身恩恤金或津貼。

### 法國
法國的兵役制度歷史長久，在拿破崙戰爭時期已經設立正式的兵役制度，經歷一戰、二戰及冷戰時期，至1996年才撤銷。法國總統艾曼紐·馬克宏在2018年首次提出計劃恢復徵兵制，表示年滿18到21歲的男女得接受為期一個月的基礎訓練，之後再編入預備役。

### 中華人民共和國
中華人民共和國於1949年成立時實施志願役，1955年《中華人民共和國兵役法》通過後，才轉為實行義務役，其最初的服役時間為：陸軍3年，空軍4年，海軍5年。自1978年提出加快精兵簡政後，為減低軍隊人數，轉向實行「義務兵與志願兵相結合」的制度，根據部隊需要和義務兵本人意願可以申請成為志願兵延長服役時間。1984年重新修訂《兵役法》，明定中華人民共和國公民有依照法律服兵役的義務。1998年12月29日，第九屆全國人大常委會第六次會議通過《中華人民共和國兵役法》二次修訂案，刪去了「義務兵役制為主體」的條款，強調結合徵兵制和募兵制；同時減少各兵種服役年限，一律改為2年。
雖然《中華人民共和國兵役法》明定實施志願役與義務役併用制，其國民有兵役義務，當中亦有強制成年男性公民服兵役的條文，例：「第12條　每年12月31日以前年滿18歲的男性公民，應當被征集服現役......」。不過因中国内地人口太多，每年报名参军人数遠超過軍隊名額，因此對應徵者有以下條件：
1. 所有适龄男性，法律上仍需建立并每年更新其征兵资料[25]。具体操作上，部分地区以申请义务役后随即不予征兵并退回资料的方式实现资料登记和更新。
2. 申请义务役者，择优录取后其余绝大部分申请都将退回，无论是否被征兵，都会同时更新申请者的参军资料。
3. 上述资料受退回者，其征兵资料上将注记“缓征一年”或“缓征二年”，部分地区同时在户籍资料的“兵役”一栏注记。
4. 至于志愿役，则基本用于选拔精英军人、士官或军官，其门槛较高，因此大部分参军者都以义务役形式入伍。

綜上所述，中国内地目前兵役制度以募兵制为主体，暫不施行实质上的征兵制，但保留战时全面征兵的可能。

#### 香港特別行政區（1997年至今）
香港特區於1997年7月1日成立後沒有恢復殖民地時期曾經實施的兵役制度，因爲《香港基本法》和《駐軍法》規定《中華人民共和國兵役法》不在香港實施，香港的軍事防務，分別由中國人民解放軍駐香港部隊負責，其成員則全數是在中国内地招募的中国内地户籍居民。至於香港當地的中國公民，則不須、也不能加入任何解放軍部隊或參與其訓練，故香港在1997年7月1日起既無徵兵制，亦無募兵制。

#### 澳門特別行政區（1999年至今）
澳門特區的《澳門基本法》和《駐軍法》規定《中華人民共和國兵役法》不在澳門實施，澳門的軍事防務由中國人民解放軍駐澳門部隊負責，其成員則全數是在中国内地招募的中国内地户籍居民。至於澳門當地的中國公民，則不須、也不能加入任何解放軍部隊或參與其訓練，故澳門地區既無徵兵制，亦無募兵制。

### 中華民國
中華民國政府實施以志願役與義務役併用制，志願役士兵由18至28歲國民依志願報考，及格者至少服現役一年；義務役則依《中華民國憲法》、《兵役法》、《徵兵規則》及相關法規規定，全國男子年滿18歲、體格達到一定標準且無緩徵事由者，即必須遵從其徵兵義務，規定是20歲時入伍，如為就學中的學生或其他因素可以延緩入伍。服役年限為一年，但薪水僅約該國基本工資之三分之一。具國內外大學、專科或以上學歷的義務役役男，可報考預官預士考試，經錄取訓練及格後以少尉或下士任官，服法定役期，薪資較一般義務役士兵高，亦未達基本工資。另符合條件之役男可申請服替代役。
中華民國國防部近年來逐年將中華民國國軍中志願役士官兵之比例調高，中華民國政府在2018年停止全徵兵制。而1994年1月1日（含當日）以後出生的男性，仍必須徵召入營接受四個月的義務軍事訓練，結訓以後轉為後備軍人。由於軍事訓練在法律上仍屬於常備兵役之一種，徵兵制在臺灣仍然繼續存在，但所徵召之人力卻不進入正規軍事力量。其優勢在於多數男性受過短期的軍事訓練，對有佔領野心的國家就要一定的嚇阻力，可以用最小的兵役負擔來獲得最大的嚇阻力；缺點則是僅有短期訓練的徵兵制、義務役士兵不太可能替志願役軍人處理太多軍隊雜務，其人事成本可能比純募兵制高。
目前徵兵處理方式，依中華民國兵役法第3條規定，男子年滿18歲之翌年1月1日起役，至屆滿36歲之年12月31日除役，稱為役齡男子。依徵兵規則等規定，中華民國徵兵之實施區分：兵籍調查、徵兵檢查、抽籤、徵集入營等四大程序。由戶籍地役政單位對19歲及齡男子辦理兵籍調查，並對未在學且無升學意願役男辦理體格檢查，以確定體位；役男屬常備役體位者，辦理常備兵軍種兵科與入營順序抽籤，再由中華民國內政部協調國防部計畫訓練流路，每月分梯次及軍種別徵集入營服役。為因應兵役制度轉型為募兵制，中華民國兵役法於民国100年（2011年）12月28日修正公布，國防部及內政部即依兵役法第34條規定辦理停止徵集服常備兵現役之時間及年次事宜，於民国100年（2011年）12月30日會銜公告：「一、83年次以後出生之役男，自民国102年（2013年）起改接受4個月軍事訓練。二、民国82年（1993年）次以前出生之役男，自民国102年（2013年）起未經徵集者，應服一年之替代役。」
一、兵籍調查
　　役男應於19歲之年3月底以前辦理兵籍調查，凡徵兵及齡男子，於19歲之年應辦理兵籍調查，在接到兵籍調查通知書時，應依指定時間、地點、攜帶國民身分證、戶口名簿及本人印章、最高學歷證件、技術專長證照及2吋半身正面脫帽相片2張，接受兵籍調查。
二、徵兵檢查
　　役男應於19歲之年辦理徵兵檢查，凡徵兵及齡男子未在學者，應於19歲之年辦理徵兵檢查，在接到徵兵檢查通知書時，應依指定時間、地點、攜帶徵兵檢查通知書、國民身分證等前往報到接受體格檢查。應受檢查役男，如在外謀生或就學，不能返回戶籍地受檢，檢具徵兵檢查通知書、國民身分證及一吋彩色相片四張，逕向寄居地直轄市、縣（市）政府申請代檢。
三、抽籤
　　役男如經徵兵檢查後，判定為常備役體位，或是替代役體位者，應辦理抽籤，凡參加抽籤役男，應持抽籤通知書及攜帶本人國民身分證與印章，親自到場抽籤。本人確因故不能到場時，可委託年滿20歲或已結婚之親屬代抽，如無故或因其他事故不到者，除查明依法辦理外，並由抽籤場主任當場代抽，事後不得提出異議。常備兵役抽籤是按照役男的教育程度、就讀科系分類，所抽之籤票決定服役之軍種兵科（分陸軍、海軍（艦艇兵）、海軍陸戰隊、空軍）及入營先後順序。服替代役者，僅抽入營先後順序籤號。
四、徵集入營
　　接到徵集令後，應迅作入營之準備，如公務上之交代或私事之處理。並依規定時間地點前往報到入營。
五、役男應徵入營須知及注意事項：
1. 凡應徵役男接到徵集令時，應在徵集令（第一聯）回執上記入收到日期並簽章或按指模。
2. 如徵集令由徵兵處理通報人代收其應辦手續按前項規定辦理，並應儘速通報應徵役男，依照規定時間地點前往報到入營。
3. 接到徵集令後，應妥為做入營準備，如公務上之交代或私事之處理，凡合於常備役體位服替代役役男延期徵訓事故表所定各項延期徵訓事故原因者，  得由本人或戶長填具申請書，報由區公所核轉市政府核辦。
4. 報到時應攜帶徵集令、國民身分證、私章、戶口名簿影本、郵局存摺正面影本、最高學歷畢業證書、特殊專長及國家考試及格證書與技術師（士）證照等資料，並隨身穿著季節便服一套。
5. 務希準時到達集合地點集合，逾時應自行入營報到，乘座車輛船隻須遵守交通秩序並接受領隊人員之指導。
6. 輸入入營之車輛船隻，有一定容量、送行家屬及親友不得隨同搭乘。
7. 逾期不到應徵役男，依妨害兵役治罪條例移送法院。
8. 應徵人員如係機關學校，公私營事業機構，及人民團體（含公司）等之職工，請於接到徵集令三天內到原服務單位辦理保留底缺。
9. 大專畢業程度役男入營時，應攜帶大專畢業證件及大專生集訓結訓證書（影印本亦可）備驗。
10. 入營當天如遇重大災害（颱風、地震、水災等）致影響交通或有重大安全顧慮時，請密切注意各傳播媒體之報導，如宣布本市公務機關停止上班時，原訂入營日期取消，更動後之入營日期另候通知或逕向戶籍所在地區公所兵役課洽詢。
11. 請於入營前完成向郵局辦理開戶手續，以利入伍後薪餉發放。
12. 凡應徵入營役男，可憑徵集令影本，向原投保單位辦理全民健保轉出手續（轉出日期為入營日期），原健保卡不必繳回，可繼續使用，並隨徵集令附「替代役役男參加全民健康保險須知」分送替代役役男。
13. 另為辦理軍訓課程折算役期作業，高級中等學校畢業者，檢據畢（結）業證書；高級中等學校未畢（肄）業及大專以上畢業者，應先向就讀學校軍訓室查詢申請手續，辦理軍訓成績單證明並將相關證明文件（影本一份抽存）於入營後繳交。
14. 役男身高、體重不符合服役標準者，得向直轄市、縣（市）政府或鄉（鎮、市、區）公所役政單位提出，俾於入營前專案予以重新測量或洽送醫院鑑定改判體位。

### 新加坡
新加坡在1965年脫離馬來西亞聯邦獨立後，就一直對國內的成年男性永久性居民推行國民服役制度，服役期由22到26個月不等，視乎不同的服役單位。役男會由國防部隨機決定在新加坡共和國武裝部隊、新加坡警察部隊或新加坡民防部隊三個軍警部門之一服役。

### 大韓民國
基於國家安全及防範朝鮮民主主義人民共和國（朝鮮、北韓、北朝鮮）的需要，韓國對男性實行徵兵制。大韓民國國軍各軍種兵役長度為：陸軍跟海軍陸戰隊皆為1年半又3個月，海軍1年半又5個月，空軍2年。「良心拒服兵役者」（Conscientious Objector）在過去會被判刑監禁。對於身體檢查未合格者、體育（奧運會獎牌、亞運會金牌）或學業成績有特殊表現者、一些取得國外永久居留權且未在國內停留超過一年者可免除兵役。目前政府正在研究方案縮短兵役長度。
韓國兵役法規定，凡20到30歲的男性公民經兵役體檢合格均服從國家兵役制度，最晚在滿28歲（如是碩士研究生：29歲）服役，任何人不得違抗。根據體檢结果、兵役、服役期限的不同，現今韓國分五種服役制度：
- 5級：得過嚴重疾病但可獨立生活者，需接受短期軍事理論培訓。
- 4級：身體較健康，可嘗試4週的簡單軍事訓練，然後替代役服務。
- 1級－3級：需服役1年半又3個月（陸軍），是基本現役。

### 朝鮮民主主義人民共和國
朝鮮民主主義人民共和國於1972年起全面對年滿17歲的男性實施徵兵制。1993年前役期5至8年，1993年後役期全面延長至10年。由於徵兵條件不足於2015年起也全面對年滿17歲的女性實施徵兵制。2020年起增加服役年限為男性13年、女性8年。然而，因碰上飢荒關係。2021年朝鮮勞動黨第八全會後決議，改為男性8年、女性5年。根據朝鮮人民軍的兵役制度只分成2種，且服役長度都相當長：普通役8年和特別役10年，17歲以上若能考取大學甚至研究所，其學年可抵免相應役期。換言之，朝鲜的服役者需時8年(女性為5年)或以上才能完成兵役，是世界上實行兵役時間最長的國家。因朝鮮職業工種不多，不少人於義務役後，都選擇繼續留在軍中擔任常備軍人，也因此可以解釋到朝鲜如何成為世界上軍人比例最大的國家。

## 徵兵制存廢論點
| 論點                 | 維持或恢復徵兵制 | 廢除或不用徵兵制 |
| -------------------- | --- | --- |
| 有關憲法             | 有些國家的憲法規定，人民有依法律服兵役之義務。（但其中很多規定徵兵、實際採取募兵） | 憲法為人民基本權利之保障，強制兵役顯然不利于人民，而規定人民義務的是法律(在大陸法系，指民選議員按法定程序，送交政府公佈施行的成文法)，因此即使憲法規定人民有兵役義務，但其他法律未規定時，不實施徵兵制無違憲問題，因此以"維持憲法兵役義務"作為法源並不成立，至於志願役，可從現有募兵制管道實現其"理想"。 |
| 個人權利（國民自主） | - 為保護國家安全，值得犧牲一部分平民「自主意志」；而且要求軍人犧牲過多自主意志，反而會減低戰鬥力、也會有效降低敵方收買間諜的成本，因此合理的徵兵制也不會犧牲太多自主意志。 - 普及性的徵兵可增加國民抵抗暴政的能力，台灣民主化過程中，大量受過軍事訓練的平民利用在軍中學習的戰術及組織能力同警察戰鬥、保護抗爭者，也是日後軍隊國家化跟軍隊中立的重要基石。 | - 實施徵兵制的國家也會實施募兵制，而義務兵因役期較募兵制短，無法接觸到軍隊高階機密，只有募兵制自願役甚至服役超過10年以上者會接觸高階機密，以羅賢哲案為例，因此敵軍不會也無法收買義務兵。 - 徵兵制違背國民自主意志，還會強迫一些人違背宗教與良心，製造嚴重問題，對無意以軍人為長期職業者而言，也會干擾人生事業規劃。現代民主社會日趨重視多元價值觀，而軍隊卻講求整齊劃一、團隊服從，彼此衝突，而募兵制是人民自行登記參軍，對於自主犧牲與訓練的要求，以及團體化的部隊生活可接受則參軍，而不必為遷就義務兵而放鬆訓練或管教的標準，或遭到不願役抗拒。 |
| 服從文化             | - 社會一般認為，由於軍隊講究服從文化的因素，服兵役期間須放下自尊，接受合理的要求，有助於義務兵心智成熟（故有「從男孩變成男人」之說），從而提升全體國民質素。 - 若僅因軍隊文化不當而改為募兵制，很可能祗是隱藏問題，甚至會讓軍人素質更低劣。 | |
| 經濟與成本議題       | - 社會上會支持徵兵制的其一重要理由，是只要以市場薪資的1/3至1/4，以較低國家經費，得到大量兵力，保障國家安全。若貿然改用募兵制，暴增的人事成本，會增加財政負擔，可能會排擠其他國防項目，影響國家安全，或是必須增稅，讓人民負擔加重，一樣會有遭遇抗拒的問題。 - 雖然軍中仍有專業軍人的需求，但也有幾乎不需訓練的簡單任務，這些任務交由職業軍人也省不了訓練成本；若能有效分工，也可縮短役期，對國民的負面影響也可以很少。 - 因為軍人工作辛勞且危險、缺乏自由，若不用徵兵制强迫，則需提供高於市場行情的薪資，才能招募到同樣素質軍人，徵兵制可以用極低的薪資徵得素質合理的軍人。 | - 既然軍隊人力是強行徵招而來，易造成用兵缺乏效率，甚至資源錯置，如：不合專長的勤務安排、無謂的檢查、故意惡整某些人、拔草、刷油漆、浪費人力處理與照料「不願役」等，且報復性洩密、嘩變及槍口對內的威脅風險也顯著提升。 |
| 徵兵制與性別         | - 一般社會觀念認為，男性體力較佳，因此較適合從軍，在昔日男女不平等的年代，徵兵制還有平衡男女差異的功能。 - 和平時代，女性反而比男性更需要自我防衛的訓練。 | - 大多數國家只對男性實行徵兵制(目前全球只有以色列、古巴、挪威、朝鮮、馬來西亞五國對男女皆實行徵兵制，其中以色列和朝鮮，男性役期又較女性長)，軍中又大量且強迫性的灌輸有關男人自尊、社會對於男性的性別框架等觀念，造成並強化性別刻版印象（包括：「有當兵才是男人」等觀念），是政府帶頭歧視某部分人民，違背現今所講求的性別平等原則，也是歧視不同性傾向的人士。而且對多數無意以從軍作為職業志向的男性來說，服兵役既浪費時間（除役期本身外，還有之前的待役期、役畢後重新適應社會），亦阻礙事業發展，例如在臺灣、韩国，就經常有當紅的男藝人因服兵役，而被逼於演藝事業高峰期退出演藝界，役畢後，已為人淡忘，往往遠不及役前般當紅，甚至已沒機會重返演藝界，造成嚴重經濟損失，也就有"閃兵"的名稱，也是藝人為何習於逃避兵役的原因（甚至本身拍攝、飾演軍教片角色，卻從未實際當兵）；而對一般人來說，也有「當兵會變笨」說法。並使事業起步期較不須服兵役的女性為遲。現代社會職場重視女性特質與性別平等，且許多國家的法律對於女性各種權益保障逐漸完善，昔日男女不平等的狀況已經有逆轉的狀況，女性的就業率、受教育程度、專業能力等各方面競爭力，已有追上、甚至超越男性的趨勢，服兵役令男性（包括身分上性別為男性，但卻有女性的人格特質認同的人士）更處於劣勢，甚至可能妨礙婚姻大事及降低生育率，反而是對於男性的一種性別歧視。 - 男女生理差異只是社會整體的平均值與性別刻版印象之一環，並不是男人一定比女人高強，女人一定比男人纖細，日常生活中，許多身材較為嬌小、纖細的男人，也不見得力氣可以大過女人。 - 在軍隊中的成長、學會應對，有許多是與在黑社會成長、學會應對類似；這種成長對個人及社會都得不償失。男人遭遇「兵變」而發生嚴重心理傷害的事也經常發生。 |